# Hadley Upland
Das Hadley Upland ist ein in der Grundfläche dreieckiger Überrest eines wellenförmigen Plateaus von bis zu 1900 m Höhe im südzentralen Grahamland auf der Antarktischen Halbinsel. Es wird durch das Windy Valley, den Martin-, den Gibbs- und den Lammers-Gletscher begrenzt.
Das Hochland ist seit der Reise im Januar 1941 der US-amerikanischen Polarforscher Finn Ronne und Carl R. Eklund (1909–1962) über den Lammers- und den Gibbs-Gletscher im Rahmen der United States Antarctic Service Expedition (1939–1941) bekannt. Bei der Ronne Antarctic Research Expedition (1947–1948) entstanden 1947 die ersten Luftaufnahmen. Der Falkland Islands Dependencies Survey nahm zwischen 1948 und 1950 sowie nochmals 1958 Vermessungen vor. Das UK Antarctic Place-Names Committee benannte es am 31. August 1962 nach dem englischen Mathematiker und Astronomen John Hadley (1682–1744), der zur selben Zeit wie der US-amerikanische Erfinder Thomas Godfrey (1704–1749), jedoch unabhängig von diesem, im Jahr 1730 einen Quadranten (einen Vorläufer des Sextanten) entwickelte.